# Chiesa di San Michele Arcangelo (Laces)
La chiesa di San Michele Arcangelo (in tedesco Pfarrkirche St. Michael) è la parrocchiale a Tarres (Tarsch), frazione di Laces (Latsch) in Alto Adige. Fa parte del decanato di Silandro nella diocesi di Bolzano-Bressanone e risale al XIII secolo.

## Storia
La chiesa parrocchiale di Tarres con dedicazione a Michele Arcangelo ha origini molto antiche risalendo all'inizio del XIII secolo. Viene documentata come edificio romanico già nel 1214. 
Oltre tre secoli dopo, nel 1522, fu oggetto di importanti lavori di ristrutturazione e il coro fu costruito negli ultimi decenni del XVII secolo.

## Descrizione
La chiesa è un monumento sottoposto a tutela col numero 15672 nella provincia autonoma di Bolzano.

### Esterni
Il luogo di culto si trova nella zona cimiteriale della comunità. Presenta una facciata a capanna con portale di accesso con arco a tutto sesto e finestre ai lati. Sopra il portale, in asse, si trova il grande oculo affiancato da altre due finestre che portano luce alla sala. La copertura del tetto è in scandole di legno. La torre campanaria si alza in posizione arretrata sulla sinistra e unita alla chiesa. La cella campanaria si apre con quattro finestre a monofora ogivale e la copertura è una tipica piramide acuta in muratura a base quadrata. A fianco della chiesa si trova l'interessante cappella cimiteriale del XVI secolo che ha la volta interna a reticolo.

### Interni
Nella sala interna sono conservati interessanti affreschi di epoca romanica e l'altare maggiore è particolarmente ricco di decorazioni realizzate in epoche diverse.